# Vesela jesen 1986
XX. Vesela jesen je potekala 13. septembra 1986 v Dvorani Tabor v organizaciji DGD Harmonija. Prireditev sta vodila Metka Šišernik - Volčič in Vinko Šimek. Orkestru je dirigiral Edvard Holnthaner.
Na razpis je prispelo 84 popevk. V glasbenem delu izborne žirije so bili Jure Robežnik, Mojmir Sepe in Edvard Holnthaner, pri besedilih pa je imel zadnjo besedo Marjan Pungartnik.

## Tekmovalne skladbe
| #   | Naslov pesmi                       | Izvajalec                    | Avtor besedila            | Avtor glasbe   | Avtor aranžmaja   | Nagrade                                                      |
| --- | ---------------------------------- | ---------------------------- | ------------------------- | -------------- | ----------------- | ------------------------------------------------------------ |
| 1.  | Rdeča roža                         | Simona Weiss & Peter Kunaver | Elza Budau, Marjan Jeznik | Goran Šarac    | Goran Šarac       |                                                              |
| 2.  | Kok mami bi povidu                 | Ansambel Veter               | Samo Golavšek             | Samo Golavšek  | Goran Šarac       |                                                              |
| 3.  | Sonce da, če delaš tak za dva      | Čudežna polja                | Srečko Niedorfer          | Drago Sodja    | Goran Šarac       | 1. nagrada za besedilo                                       |
| 4.  | Ribiška                            | Ansambel Spomin              | Bojan Lavrič              | Bojan Lavrič   | Marjan Ogrin      |                                                              |
| 5.  | Ti si muoja nesriečna lebiezen     | Edvin Fliser                 | Marjan Stare              | Edvin Fliser   | Dečo Žgur         | 3. nagrada za besedilo                                       |
| 6.  | Muzikant                           | Tatjana Dremelj              | Manko Golar               | Emil Glavnik   | Bojan Adamič      |                                                              |
| 7.  | Št'k ne gre                        | Pepej in energija            | Anita Hudl                | Pepej Krop     | Edvard Holnthaner | nagrada za debitanta                                         |
| 8.  | Moj očka žma pa avta dva           | Ansambel Rž                  | Miroslav Slana            | Bojan Adamič   | Bojan Adamič      |                                                              |
| 9.  | Še žou ti bo                       | Irena Tratnik                | Tatjana Rodošek           | Berti Rodošek  | Mario Rijavec     |                                                              |
| 10. | Primorska punca in Štajerc         | Laura Budal                  | Milan Krapež              | Gorazd Elvič   | Tomaž Kozlevčar   |                                                              |
| 11. | Koroška pesem                      | Duo Kora                     | Mitja Šipek               | Albin Krajnc   | Oto Pestner       | 3. nagrada občinstva                                         |
| 12. | Slovenija, najlepša si dežela      | Nace Junkar & Oto Pestner    | Ivan Sivec                | Oto Pestner    | Oto Pestner       | zlati klopotec, 1. nagrada občinstva, 2. nagrada za besedilo |
| 13. | Med tabo in mano                   | Branka Kraner & Ivan Hudnik  | Ivanka Bogolin            | Andrej Grabnar | Mojmir Sepe       |                                                              |
| 14. | Taki smo                           | Štajerskih 7                 | Srečko Niedorfer          | Boris Rošker   | Milan Ferlež      |                                                              |
| 15. | Macek, macek, grdi pacek           | Marijan Smode                | Marijan Smode             | Marijan Smode  | Marijan Smode     | 2. nagrada občinstva, nagrada za najboljšo narečno popevko   |
| 16. | Furt no fur po sestankih se lajham | Ivek Baranja                 | Miroslav Slana            | Marjan Golob   | Jure Robežnik     |                                                              |